# Валюта платежа
Валюта платежа (англ. currency of payment) — валюта,  в которой осуществляется платёж по договору. Термин используется во внешнеэкономической деятельности. Определение валюты платежа и валюты цены по контракту является одним из существенных условий совершения внешнеторговой сделки.
Валютой платежа может быть любая валюта, согласованная между продавцом и покупателем.  Выбор валюты платежа осуществляется с учетом многих факторов: динамика валютного курса, устоявшиеся традиции, методы валютного регулирования и валютного контроля. В международных расчётах наиболее часто валютой платежа являются твёрдые валюты: американский доллар, евро, фунт стерлингов, японская иена. Получили распространение также международные счётные денежные единицы, например,  специальные права заимствования (СДР).
Часто несовпадение валюты платежа с валютой сделки происходит при валютном клиринге, при котором предусматривается обязательный платёж в клиринговой валюте. Валюта клиринга в этом случае определяется в межправительственном соглашении. Например, в клиринговом соглашении между СССР и Финляндией в качестве валюты клиринга был принят рубль.
Исходя из своих интересов экспортёр стремится установить валюту платежа в твёрдой валюте, т.е. валюте, которая не должна обесцениться. Импортёр, наоборот, стремится установить валюту платежа в "мягкой" валюте.
При несовпадении валюты цены и валюты платежа в контракте требуется определить курс, по которому будет производиться пересчёт валюты цены в валюту платежа.  При этом стороны оговаривают: источник котировки, вид операции и котировальный период.
Например, в контракте могут устанавливаться следующие условия пересчета:
1. Курс определённого вида платежного средства. Например, телеграфного перевода по платежам без тратт или векселя по расчетам, связанным с кредитом;
2. Уточняется дата установления курса (например, накануне или на день платежа) на определенном валютном рынке (продавца, покупателя или третьей страны);
3. Устанавливается курс валюты, по которому осуществляется пересчет: средний курс совершённых валютных сделок, курс продавца, курс покупателя, курс на открытие, курс на закрытие валютного рынка, или средний курс дня.

Для уменьшения валютного риска стороны применяют метод защиты от валютного риска с помощью валютной оговорки.